# Kanton Lasalle
Kanton Lasalle (francouzsky Canton de Lasalle) je francouzský kanton v departementu Gard v regionu Languedoc-Roussillon. Tvoří ho devět obcí.

## Obce kantonu
- Colognac
- Lasalle
- Monoblet
- Saint-Bonnet-de-Salendrinque
- Sainte-Croix-de-Caderle
- Saint-Félix-de-Pallières
- Soudorgues
- Thoiras
- Vabres